# کوزویدی (ناحیه پلزن-شمالی)
کوزویدی (به چکی: Kozojedy) یک منطقهٔ مسکونی در جمهوری چک است که در ناحیه پلزن-شمالی واقع شده‌است. کوزویدی ۸٫۳۵ کیلومتر مربع مساحت و ۴۷۰ نفر جمعیت دارد و ۳۵۵ متر بالاتر از سطح دریا واقع شده‌است.